# Henry Phineas Riall Sankey

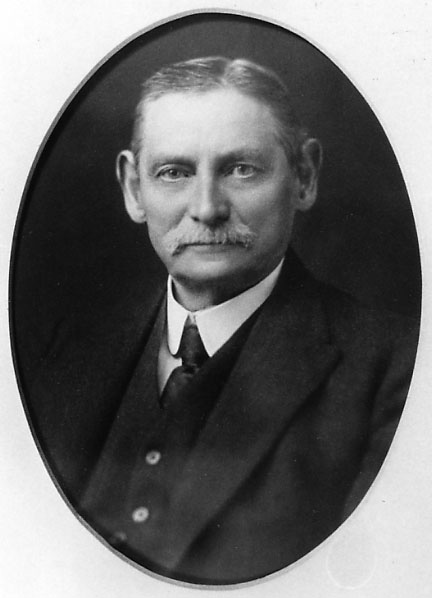
Captain Matthew Henry Phineas Riall Sankey (1853–1925)

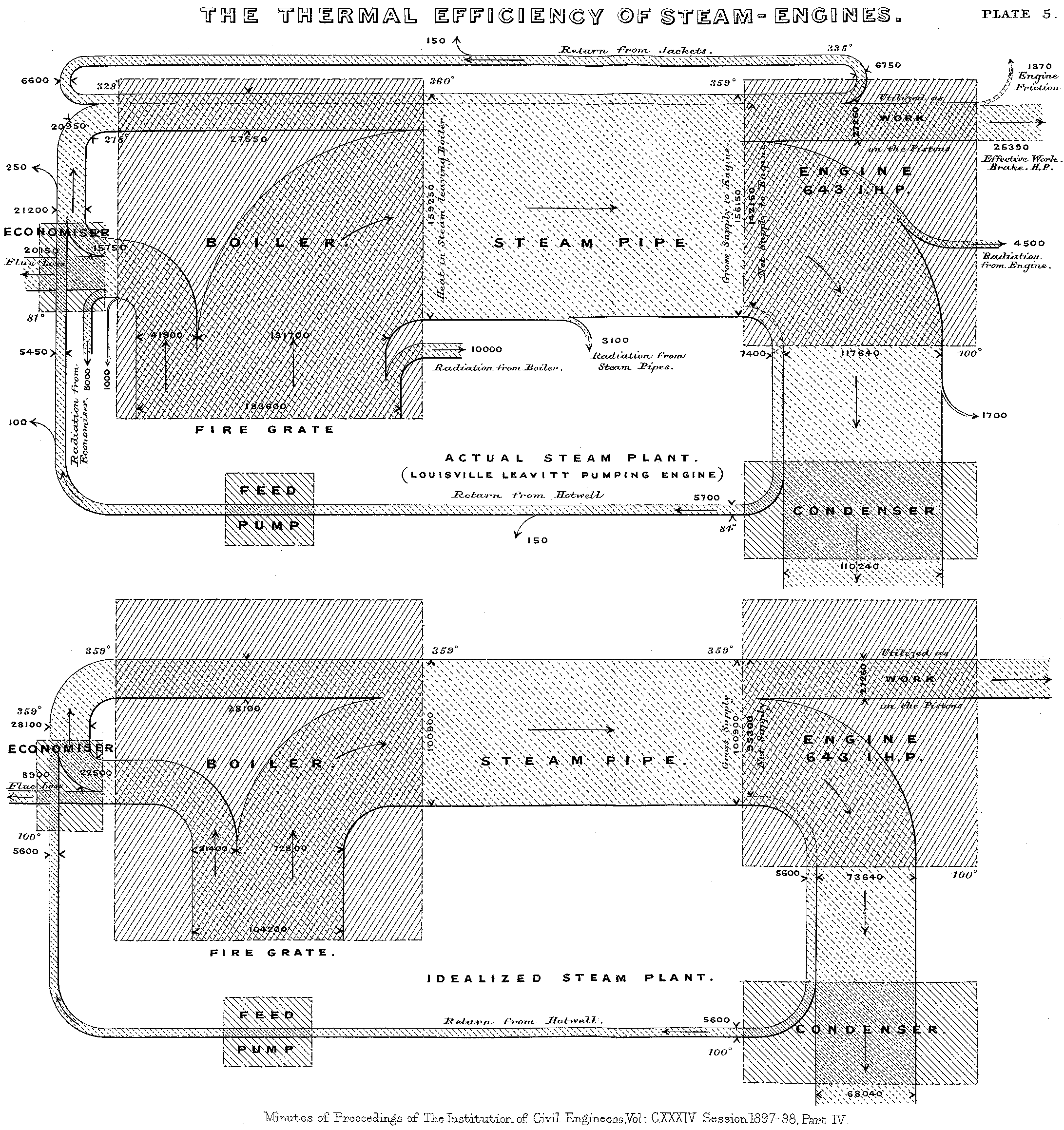
Die ersten beiden Energieflussdiagramme von Cpt. Sankey (1898)

Captain Matthew Henry Phineas Riall Sankey (* 9. November 1853 in Nenagh, Irland; † 3. Oktober 1925 in Ealing) war ein irischer Ingenieur. Nach ihm werden Sankey-Diagramme zur Darstellung unterschiedlicher Flussvolumina in Systemen benannt.

## Werdegang
Geboren wurde Sankey am 9. November 1853 als Sohn eines Generals in Nenagh im irischen Landkreis Tipperary. Er ging in Morges und Schaffhausen (Schweiz) zur Schule. Danach kam er an die Königliche Militärakademie in Woolwich bei Greenwich und schließlich an die Schule für Militäringenieurwesen in Chatham in der Grafschaft Kent. 1873 erhielt er sein Patent als Königlicher Ingenieur und diente dann in England, Gibraltar und schließlich als Ausbilder im Royal Military College in Kingston, Kanada. 1882 wurde er der Landesvermessung in Southampton zugeteilt und lernte darüber den galvanischen Klischeedruck und den führenden Hersteller von Dampfmaschinen, Peter Willans, kennen. 1889 quittierte Sankey auf Drängen Willans den Militärdienst und arbeitete fortan in leitender Funktion bei der Firma Robinson & Willans. Später arbeitete Sankey als Berater und war im Vorstand verschiedener Firmen. Von 1920 bis 1921 war er Präsident der Institution of Mechanical Engineers. Sankey starb am 3. Oktober 1925.

## Berufliche Leistungen
Eine zentrale Frage in der Arbeit Sankeys war stets die Frage nach einer Effizienzsteigerung und somit wirtschaftlichen Verbesserung von Dampfmaschinen. Im Zuge seiner Forschungen diskutierte Sankey 1898 die thermische Effizienz von Dampfmaschinen, indem er die Energieflüsse einer realen Dampfmaschine mit denen einer idealen Dampfmaschine verglich. Zur Visualisierung wählte er ein Schaubild, in welchem die Wärmeflüsse als Strom dargestellt wurden, dessen Breite jene Wärmemenge angibt, die pro Zeitspanne der Fabrik zugeführt wird bzw. diese wieder verlässt (siehe Bild). Diese Form der Darstellung wurde von Sankey nie wieder verwendet, sie war lediglich ein Abfallprodukt der geführten Effizienzdiskussion. Ein Jahrzehnt später jedoch wurden gleichartige Diagramme international publiziert und zu Ehren des Erfinders als Sankey-Diagramme bezeichnet.

## Schriften
- The Thermal Efficiency of Steam-Engines. In: Minutes of the Proceedings of the Institution of Civil Engineers. Band 125, 1896, S. 182–212, doi:10.1680/imotp.1896.19564 (englisch).